# Eeuwige tweede
Van sommige beroepssporters wordt gezegd dat zij de eeuwige tweede zijn, wanneer zij tijdens hun actieve carrière herhaaldelijk een zeer goed resultaat hebben behaald, maar nooit een grote overwinning en altijd iemand anders voor zich hebben moeten dulden. Het gaat hierbij vooral om wielrenners.
Enkele bekende voorbeelden van eeuwige tweeden zijn:
- Joop Zoetemelk, hoewel hij onder andere in 1980 de Ronde van Frankrijk heeft gewonnen. Hij moest het aan het begin van zijn wielerloopbaan opnemen tegen Eddy Merckx en later tegen Bernard Hinault.
- Raymond Poulidor, die het moest opnemen tegen Jacques Anquetil en later tegen Eddy Merckx.
- Michael Boogerd, tien jaar de kopman van het Nederlandse wielrennen.
- Gaetano Belloni, ook een wielrenner, die tijdens zijn wielerloopbaan tussen 1916 en 1932 altijd Costante Girardengo voor zich had.
- Jimmy White, delfde zes keer het onderspit in de finale van het wereldkampioenschap snooker.